# Hollnich
Hollnich ist eine Ortsgemeinde im Rhein-Hunsrück-Kreis in Rheinland-Pfalz. Sie gehört der Verbandsgemeinde Kastellaun an.
Die Gemeinde besteht aus den Ortsteilen Hollnich, Gammelshausen und Rothenbusch.

## Geschichte
Hollnich gehörte im Mittelalter zur Grafschaft Katzenelnbogen. Die Grafen von Sponheim hatten Einkünfte aus dem Ort. Um das Jahr 1310, nach neueren Erkenntnissen des Landeshauptarchiv Koblenz wohl 1330–1335, wird Hollnich unter dem Namen Holineych und Gammelshausen als Gamelshusen im Sponheimischen Gefälleregister der Grafschaft Sponheim erwähnt.
Mit der Besetzung des Linken Rheinufers 1794 durch französische Revolutionstruppen wurde der Ort französisch, 1815 wurde er auf dem Wiener Kongress dem Königreich Preußen zugeordnet. Seit 1946 ist der Ort Teil des Landes Rheinland-Pfalz.

## Politik

### Bürgermeister
Ortsbürgermeisterin ist seit 2024 Dorothea Hardt.
Hardts Vorgänger war Rainer Scherer.

### Wappen
| Wappen von Hollnich | Blasonierung: „In Gold (Gelb) ein von Rot und Silber (Weiß) zweireihig geschachter Schräglinksbalken; oben wachsend ein herschauender blau gekrönter roter Löwe und unten ein fünfblättriger bewurzelter roter Busch.“ |
| Wappen von Hollnich | Wappenbegründung: Das Wappen wurde am 31. Oktober 1990 durch die Bezirksregierung Koblenz genehmigt. Es repräsentiert die drei Ortsteile; der Löwe entstammt dem Wappen der Grafen von Katzenelnbogen, die vom 15. bis zum 18. Jahrhundert über den Kernort Hollnich herrschten. Der Schachbalken steht für den Ortsteil Gammelshausen und erinnert daran, dass die Grafen von Sponheim über Kastellaun herrschten, zu dem der Ort als Pfarrwittum gehörte. Der Busch steht redend für den erst 1969 entstandenen Ortsteil Rothenbusch. |